# Międzynarodowa Kampania na rzecz Zniesienia Broni Nuklearnej
Międzynarodowa Kampania na rzecz Zniesienia Broni Nuklearnej (ang. International Campaign to Abolish Nuclear Weapons, ICAN) – światowa koalicja promująca traktat o zakazie broni jądrowej. Rozpoczęła działalność w 2007. W jej skład wchodzi 468 organizacji ze 101 państw. Organizacja ma swoją siedzibę w Genewie.
6 października 2017 ICAN została  laureatem Pokojowej Nagrody Nobla „za swoją pracę w zwracaniu uwagi na katastrofalne konsekwencje humanitarne użycia broni jądrowej i ogromne wysiłki na rzecz wprowadzenia popartego traktatem zakazu posiadania takiej broni”.